# Мензель-ен-Нур
Мензель-ен-Нур (араб. منزل النور) - місто в Тунісі. Входить до складу вілаєту Монастір. Станом на 2004 рік тут проживало 10 106 осіб.
| Туніс | Це незавершена стаття з географії Тунісу. Ви можете допомогти проєкту, виправивши або дописавши її. |